# Rafael Morales Fernández
Rafael Morales Fernández (Granada, España, 1951) es un guitarrista español, compositor e intérprete, ganador del Primer Premio del IV Certamen Nacional de Guitarra Flamenca en Jerez de la Frontera.

## Biografía

### Infancia
Rafael Morales Nació en la ciudad de Granada en 1951. Siendo niño comenzó a recibir clases de guitarra de su padre, que fue alumno del gran guitarrista Ramón Montoya Salazar, y con tan solo 14 años ya comenzó a tocar en los cursos de verano que por aquel entonces se celebraban en los jardines del Campo de los Mártires, al lado sur de La Alhambra.
Dos años después intervino en el homenaje al virtuoso guitarrista Sabicas junto a otros grandes como Enrique Morente, Paco de Lucía, Serranito o Manuel Cano.

### Carrera
En 1968 inició una gira por Europa con el bailaor Curro Vélez, Naranjito de Triana y Manuela Carrasco actuando en los mejores teatros de Alemania, Holanda y Bélgica. 
Su singular sensibilidad con la guitarra flamenca le consiguió, ese mismo año, una gira en solitario por diversas ciudades de Suiza.
En 1975 obtuvo el Primer Premio del IV Certamen Nacional de Guitarra Flamenca, celebrado en Jerez de la Frontera y se trasladó a Madrid donde conoció a Felipe Campuzano, colaborando con él en su obra Andalucía Espiritual,  grabando cinco discos y realizando varias giras a lo largo de América y Europa.
Su entrada en el Ballet Nacional de España, en 1983 lo hizo de la mano de Luis Habichuela,  actuando con Manuela Vargas, Lola Greco, Antonio Canales, Joaquín Cortés, Javier Barón, Javier la Torre y otros grandes artistas,  tocando también con Manolo Sanlúcar, Isidro Muñoz y Vicente Amigo en la obra para cuatro guitarras y orquesta "MEDEA". 
Recientemente ha hecho giras de concierto por Rusia, Italia, Alemania, Francia, Portugal, Noruega, Grecia, México, Venezuela, Brasil, Japón y Egipto. 
Formó parte (1997-2004) en la compañía del bailaor y coreógrafo Joaquín Ruiz

## Discos grabados

### Con Felipe Campuzano
- Cádiz (1977)
- Sevilla (1978)
- Jaén  (1980)
- El piano mundial y romántico   (1981)
- Flamenco de Felipe Campuzano   (1982)
- Melodías inolvidables          (1988)
- Música y poemas para la mar    (1992)

### Con Sara Montiel
- Sara Montiel ...de cine        (1995)
- Sara a flor de piel            (1995)

### Con Carlos Cano
- De la luna y el sol        (1980)

### Con Moncho
- Olvido Y Camino    (1980)

### Con el grupo de fusión Amalgama
- Amalgama (1991)

### Con Juan Ramón Fuentes
- Mañana, mañana  (1992)

### Con David Tavares
- Un toque de color  (2009)
- Ni tan Rey ni tan ratón (2016)

### Con Miguel Rivera
- Paseo de ensueño  (2014)
- Amantium   (2015)

### Como compositor
Compuso y grabó temas para Nesma Music y Sueños de Al-Andalus, el espectáculo de Nesma que se estrenó en la Ópera de El Cairo, la Ópera de Alejandría y el Auditorio de la Ciudadela de Saladino de El Cairo

### Colaboraciones
- Orquesta de RTVE en La Noche en Blanco
- Fundador, en 2009, del grupo de fusión ALKOBRY junto a Nesma, Pedro Ojesto, Irene Shams, David Mayoral, Bruno Duque y Josemi Garzón.